# Tesni Jones
Tesni Jones (Wales, 14 februari 1985) is een Engels zangeres. Haar voornaam betekent warmte. Jones begon al op haar tweede met zingen. Toen ze vier jaar oud was trad ze voor het eerst op en vanaf dat moment wist ze dat ze zangeres wilde worden. Ze nam haar eerste cd op in 1999.
Vanaf november 2006 was Jones lid van de popgroep XYP, die in 2007 alweer uit elkaar gegaan is.